# Белорусское государство (1920)
Белорусское Государство (бел. Беларуская Дзяржава, также, «Вторая Белорусская Народная Республика» или Временное правительство Беларуси, в некоторых упоминаниях «Королевство Беларусь») — государство, провозглашённое в Турове 7 ноября 1920 года балаховцами, войсками маршала Белорусской народной республики Станислава Булак-Балаховича в результате Похода Булак-Балаховича.

## История

### Предыстория
По соглашению с Радой БНР, Булак-Балахович был признан главнокомандующим вооруженных сил Беларуси и приказал сформировать (отдельно от РНДА) Белорусскую Народную Армию — в составе Крестьянской дивизии атамана Искры, отрядов «Зелёного дуба», Особого белорусского батальона 2-й пехотной дивизии.
Про армию Станислава Булак-Балаховича землевладелец Эдвард Войнилович писал: «он хочет создать Белорусскую Речь Посполитую».
В соответствии с соглашением о перемирии с РСФСР от 12 октября 1920 г., польские войска покинули Минск, а все антисоветские формирования на подконтрольной Польше территории были распущены. Несмотря на это, польское командование разработало план новой кампании. Пилсудский рассчитывал на образование федерации Польши, Литвы, Украины и Белоруссии, которая стала бы Второй Речью Посполитой. Булак-Балахович должен был сковать части Красной Армии в Белоруссии и не позволить перебросить их на Южный фронт для преследования генерала Врангеля в Крыму.
Булак-Балахович и Савинков общими усилиями сформировали Русскую народную добровольческую армию численностью 7860 штыков и 3500 сабель. Это было три дивизии, одна бригада, кавалерийский полк, полк донских казаков, авиаэскадрилья, бронепоезд и две артиллерийские батареи. В армии оказались в основном бывшие пленные красноармейцы и местные партизаны, недовольные советской властью. Савинков возглавлял Русский политический комитет и рассчитывал на образование республики. Предполагалось, если наступление будет успешным, продолжать его на Москву. Когда подготовительные работы завершились, собранные силы вывели на исходный рубеж к демаркационной линии.

### Поход Булак-Балаховича

#### Начало Похода
Русская народная добровольческая армия генерал-майора Балаховича состояла из трёх пехотных и одной кавалерийской дивизий, отдельной бригады и отдельных частей общей численностью около 20 000 человек. Наибольшую ценность представляла собой 1-я пехотная дивизия смерти, состоявшая из опытных бойцов, имевших опыт партизанской войны в лесистой местности. Остальные войска, состоявшие в значительной мере из пленных красноармейцев, были хуже подготовлены и менее надёжны. Противостоявшие РНДА силы 16-й армии Западного фронта и 12-й армии Юго-Западного фронта были измотаны последними неудачными боями советско-польской войны. План руководства РНДА строился на предполагаемой слабости советских войск и нежелании красноармейцев сражаться за советскую власть. Предполагалось нанести удар на Мозырь, а затем направить войска по расходящимся линиям на Бобруйск, Гомель и Киев. Б. В. Савинков, которому подчинялся Балахович, даже надеялся на то, что вслед за занятием Белоруссии начнётся поход на Москву. Советское командование не рассчитывало на скорое начало наступления и держало большую часть войск в тылу, охраняя демаркационную линию слабыми силами.

#### Конец похода
После захвата Мозыря армия Булак-Балаховича изменила направление главного удара. Вместо маршрута Бобруйск–Минск она стала двигаться в направлении Речицы и Гомеля, чтобы соединиться с войсками Петра Врангеля. Однако походы на Москву и Ковно не удались, как и расчёт на крестьянское восстание в прифронтовой Белоруссии. Бывшие русские военнопленные, составлявшие основу армии повстанцев, не собирались воевать за независимую Беларусь и переходили на сторону Красной Армии.
Станислав Булак-Балахович не пошёл с Савинковым, а остался с основной частью войск в Мозыре, чтобы превратить город в крепость. Известие о поражении в Крыму «чёрного барона» надломило боевой дух повстанцев, Савинкову взять Речицу не удалось. В советской прессе была развёрнута широкая пропагандистская кампания. 13 ноября 1920 г. газета Зьвязда поместила статью «Добьём Балаховича!», а когда началось общее контрнаступление, появились новые публикации: «Бегство балаховцев», «По пятам погромщиков» и др.

Тем временем командующий Западным фронтом Михаил Тухачевский подтянул к Полесью значительные силы, двинул их со стороны Жлобина 16 ноября и назавтра вступил в Калинковичи. Опасаясь окружения, балаховцы сняли осаду Речицы, и 19 ноября начали отступать по всему фронту. Вторая пехотная дивизия упорно обороняла Мозырь, но 20 ноября он пал. 21 ноября 1920 г. Мозырский уездный военно-революционный комитет докладывал, что банды мятежников рассеяны по уезду. Одновременно указывалось, что за укрывательство бандитов виновные понесут наказание «вплоть до расстрела».
Однако полностью уничтожить противника Тухачевскому не удалось. Основные силы Булак-Балаховича прорвали 22 ноября заслоны Кубанской казачьей дивизии в районе Капличи–Якимовичи, форсировали Птичь и через Житковичи вышли к расположению польских войск. В районе Турова, Давид-Городка и Лахвы балаховцев разоружила польская сторона. Савинков вырвался из окружения в районе Петрикова. Вместе с ним границу пересекли небольшие части первой и второй дивизии, а свыше 4 тыс. 500 солдат и 120 офицеров попали плен. Часть балаховцев осталась в нейтральной зоне, откуда продолжала свои вылазки до начала 1922 г.
В марте 1921 г. Рижский мирный договор разделил Белоруссию на Восточную (советскую) и Западную (польскую).

## Правительство Булак-Балаховича
| Должности - Начальник Белорусского государства, Станислав Булак-Балахович - Премьер-министр, Павел Алексюк - Председатель РПК, Борис Савинков - Председатель БПК, Вячеслав Адамович - Министр просвещения, Радослав Островский - Члены временного правительства - Эдвард Войнилович - Роман Скирмунт - Ежи Чапский |

12 ноября 1920 года Булак-Балахович прибыл в Мозырь. Вместе с ним прибыли члены созданного в октябре в Варшаве Белорусского Политического Комитета (БПК). Именно этой организации, по соглашению с Балаховичем (и отдельным соглашением – с Савинковым), передавалась власть на занимаемых РНДА белорусских территориях. Комитет преобразовывается в правительство Белоруссии во главе с Вячеславом Адамовичем.

### Реорганизация Правительства и Роспуск Рады БНР
Новоиспечённое правительство назначает Балаховича «Начальником Белорусского Государства» (полная аналогия с должностью Юзефа Пилсудского). Другими распоряжениями стали установка гражданских власти Мозырьского уезда, Туровской волости и самого местечка Туров. Таким образом, на территории Мозырьского уезда начинает функционировать национальная администрация. Балахович заявил о роспуске Рады БНР и переформировании БПК в Раду "Новой БНР", не признавая остальные правительства (правительство Ластовского в Ковно, и Луцкевича в Варшаве). Министром иностранных дел был назначен глава БПК Павел Алексюк.
В новое правительство Балахович включил монархически-настроенных краёвцев и землевладельцев, каждый из которых ранее состоял в Краевой Партии Литвы и Белоруссии: Эдвард Войнилович, Роман Скирмунт, Ежи Чапский, Ольгерд Свида. Радослав Островский был назначен министром просвещения.

Из воспоминаний Эдварда Войниловича:
генерал Балахович занял Минск и Беларусь и собирается заявлять о своем самоопределении. Даже временное правительство уже почти создано, в его состав включены: я, Р. Скирмунт, Ежи Чапский и Ольгерд Свида, что уже было явным преувеличением, поскольку Балахович находился в это время между Пинском и Мозырем. В Минске после подписания перемирия расстреляли 140 человек, фамилии которых были переданы Рачкевичу. Вот он, первый результат рижского перемирия.

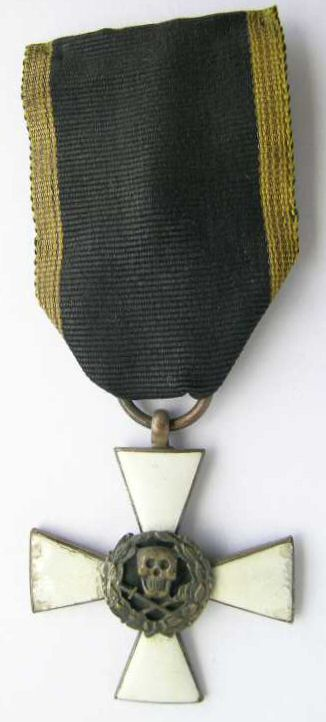
Крест Булак-Балаховича

Булак-Балахович также ввел отдельный орденский знак, «Крест Храбрых».
В то же самое время, в Слуцком уезде так же работает национальная администрация, более того  избирается уездная Рада. Но, она ориентируется она на Наивысшую Раду БНР и правительство Аркадия Смолича. И никакое другое "правительство Белоруссии" и БПК не признаёт. Более того, сторонники БПК и Балаховича со временем от руководства отстраняются и даже подвергаются арестам. Курьёзности ситуации добавляет то, что и Комитет и Рада базируются в Варшаве и настроены пропольски. А в Ковно в это время находится и Народная Рада БНР с правительством Ластовского, правда, не имея территорий, в отличие от Слуцкой БНР и БНР Балаховича.
Обе БНР практически одновременно обзавелись официальной национальной армией – 14 ноября Балахович издаёт приказ о выделении из состава Русской Народной Добровольческой Армии кадра для формирования Белорусской Добровольческой Армии в составе Крестьянской дивизии атамана Искры, отрядов «Зелёного дуба», Особого белорусского батальона 2-й пехотной дивизии и начале формирования белорусских частей (фактически комплектование белорусского батальона началось 10 ноября), себя провозглашая главнокомандующим ВС Беларуси. В Слуцке начинается формирование стрелковой бригады.

### Вопрос о признании независимости Белорусского Государства учредительным собранием
16 ноября председатель РПК Савинков и главнокомандующий вооруженными силами на территории Белоруссии Булак-Балахович, с одной стороны, председатель БПК Вячеслав Адамович и член БПК Павел Алексюк с другой стороны, подписали новое соглашение о признании независимости Белорусского Государства:
«Окончательная форма взаимоотношений между Россией и Белоруссией будет определена соглашением между Учредительными Собраниями Русским и Белорусским или Правительствами, этими Учредительными собраниями установленными»
До 17 ноября в Мозыре организовывалась Ставка Главкома, при которой имелся польский офицер связи и заседало правительство новой БНР. 16 ноября БПК, Б. В. Савинков (от имени РПК) и С. Н. Булак-Балахович заключили соглашение, по которому форму интеграции Белоруссии и России должны определить учредительные собрания данных территорий, но Начальнику Белорусского Государства разрешалось заниматься государственным строительством. Из-за этих белорусских государственных экспериментов Булак-Балахович разошёлся с братом И. Н. Балаховичем, которого произвёл в генерал-майоры и командующие НДА. Балахович 2-й выступал за сближение с Врангелем (армией Пермикина в Польше) и защиту общероссийских интересов, как и авторитетный генерал И. А. Лохвицкий. Несмотря на всё, авторитет БПК и созданного из него правительства был невысок. Часть белорусов НДА считала членов БПК предателями и шпионами. Офицеры батальона капитана Демидова Островского полка решили устранить Павла Алексюка — вице-премьера и министра иностранных дел новой БНР. Но министр оказался проворнее и сбежал в Польшу. Однако офицеры догнали его в Ольшанах и, если бы не польский комендант, задуманное исполнилось бы.

В Минске, занятом балаховцами, также успел побывать российский писатель, политический деятель, убийца Президента Французской Республики — Павел Горгулов.

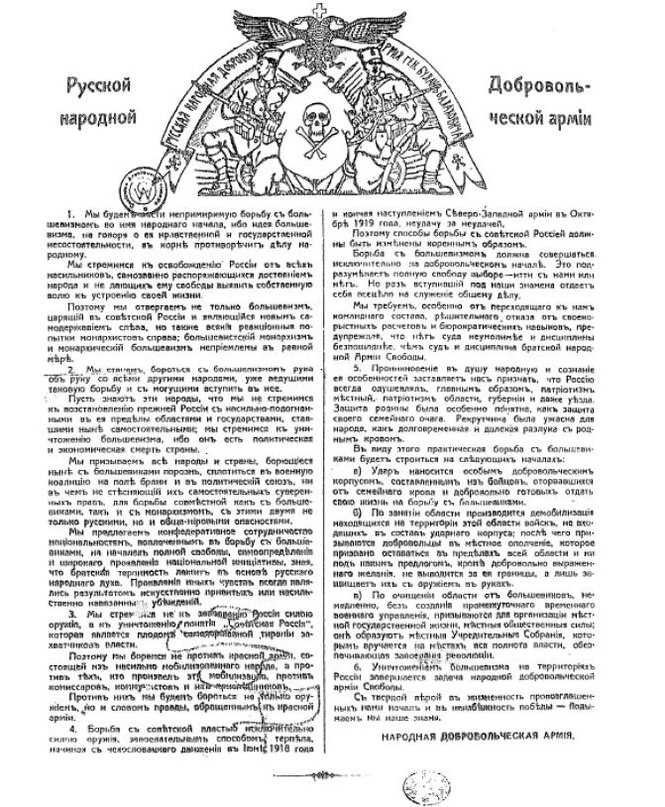
Листовка с политической декларацией РНДА

### Еврейские погромы
Отношение и Савинкова, и Балаховича к еврейскому вопросу было весьма неоднозначным. Атаман Искра приводит слова генерала по поводу написания успокоительного воззвания к еврейскому населению: «Бросьте, генерал: как бил жидов, так и буду бить; Борис Викторович тоже недоволен этим воззванием, находя, что еврейское население не заслужило такой широкой автономии». Булак-Балахович целиком во многом перенял отношение польской политической элиты к евреям, которая если не отождествляла, то ассоциировала их с большевиками.
Погромы Балаховцев сопровождались большим количеством жертв. Рациональное объяснение этому явлению найти вряд ли возможно. Погромщики могли выдвинуть конкретный повод для расправы над евреями: шпионаж, помощь советской власти, стрельба из окон по отступающим частям и т. д. Однако чаще всего они мучили своих жертв, вымогая мифическое золото, припрятанное на чёрный день, скромные сбережения, продукты питания или одежду. Садизм, который сопровождал пытки, рождал неописуемый ужас. Бандиты прижигали чувствительные органы, отрезали уши, нос, язык, конечности, выкалывали глаза, душили, имитировали повешение с последующим извлечением из петли, избивали плетью и палками до полусмерти и др.
Молва о жестокости балаховцев распространялась от местечка к местечку и вызывала панический страх. При первых известиях о бандитах люди бежали в лес или в уездный город под защиту военного гарнизона. Только немногие надеялись на выкуп, который помогал не всегда – мучители требовали большей мзды. В Терево Мозырского уезда балаховцы нашли спрятавшихся евреев во ржи на краю деревни и заставили собраться к дому Носима Каплана. В дверях встал крестьянин в лаптях и свитке с винтовкой в руках. Бандиты приносили водку и, выпивая, разбивали бутылки о головы евреев – кровь брызгала по сторонам. Анцеля Гинзбурга заставили выпить серную кислоту, другому еврею ножом от соломорезки пилили шею. После того как женщин изнасиловали, евреев начали выводить на улицу. На крыльце находились два балаховца: один с шашкой, а другой с дубинкой. Обречённых выпускали по одному человеку и тут же убивали. Когда Сара Эренбург хотела убежать, её догнали и раскроили топором голову.

## Вопрос монархии
Правительство Балаховича, помимо членов Белорусского политического комитета  состояло из землевладельцев и монархистов, сторонников «краевизма».
На белорусский престол претендовал «Станислав-Павел Лев-Сапега-Вой». Этот кандидат на белорусский престол осыпал своими письмами белорусских чиновников в Вильнюсе. Особую поддержку он имел от Германской империи, во время немецкой оккупации Белоруссии. Когда в начале 1919 года в Берлин прибыла дипломатическая миссия Белорусской Народной Республики c Альбехтом Радзивиллом и Романом Скирмунтом, «князь» позволил ей познакомиться с ним лично и взял на себя мелкие нужды миссии в поиске подходящего жилья, покупке необходимые вещи и т. д.
Позже, князь написал письмо Константину Езовитову, где уведомил его о претензиях рода Сапег на белорусский престол. Езовитов рассмотрел князя как наиболее реального кандидата на пост монарха Белорусского Государства.

## В современной историографии

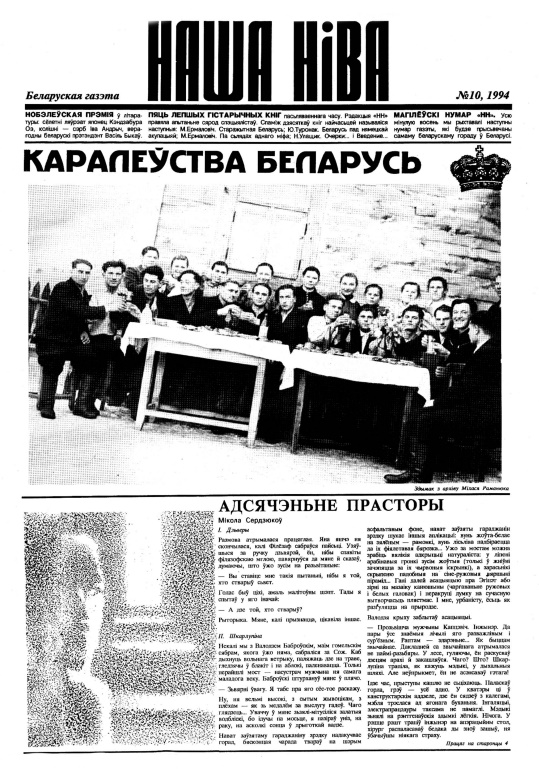

В официальной историографии Республики Беларусь, тема походов Станислава Булак-Балаховича не популяризируется, более того, министерство образования не даёт никакой оценки действиям балаховцев.
Однако, белорусские газеты (такие как «Наша Нива») опубликовывали несколько статей на тему данного маршала.
В 10-м выпуске газеты «Наша Нива», упоминалась история Похода Балаховича, и непосредственно «Белорусского Государства», но под названием «Королевство Беларусь».